# Ceratothoa argus
Ceratothoa argus là một loài chân đều trong họ Cymothoidae. Loài này được Haswell miêu tả khoa học năm 1881.